# Galium lindbergii
Galium lindbergii är en måreväxtart som beskrevs av Giraudias. Galium lindbergii ingår i släktet måror, och familjen måreväxter. Inga underarter finns listade i Catalogue of Life.